# Punch y Judy

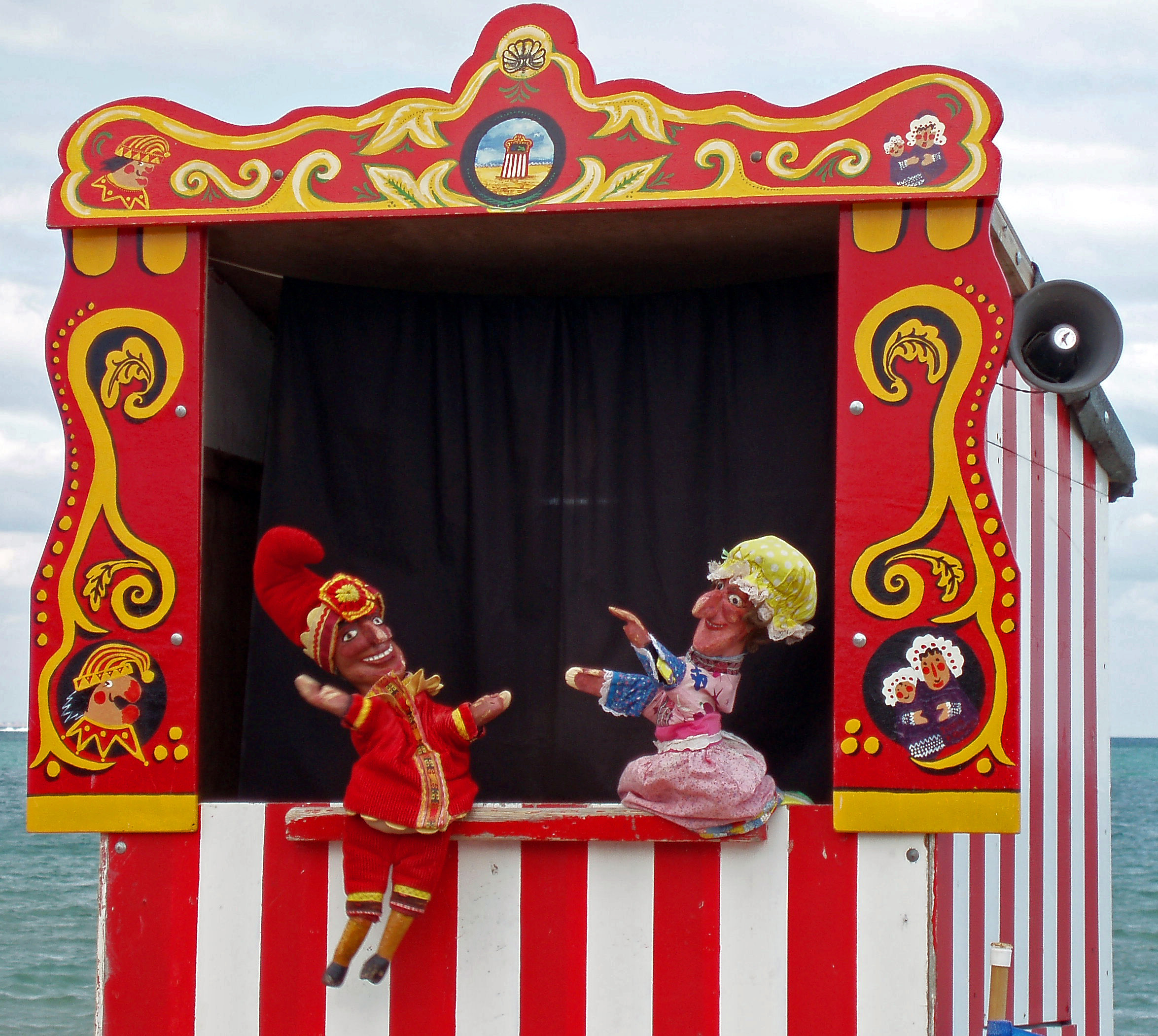
Los títeres ingleses Punch y Judy en un teatrillo playero de Swanage (Dorset, Inglaterra), en 2006.

Punch y  su esposa Judy son los dos personajes principales de los títeres de cachiporra  de tradición inglesa, herederos del «pulcinella» italiano y el «polichinelle» francés, con su origen en la familia de títeres de la comedia del arte.

## Historia

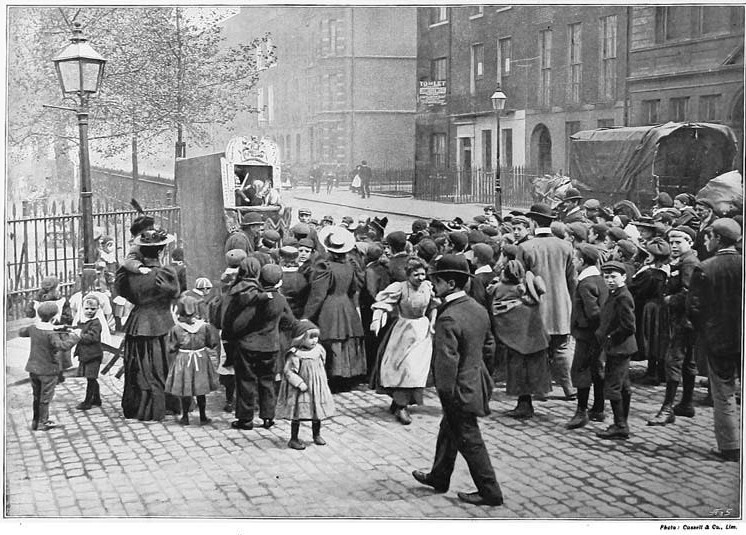
Una representación callejera en Londres (1897-99).

La primera referencia a "Punchinello" en Inglaterra la hizo el cronista Samuel Pepys en 1662, con motivo de una representación ante Carlos II a cargo del titiritero italiano Signor Bologna, alias Policinella. Cuatro años después aparece de nuevo, con el nombre de "Punchinello" y en 1667 de nuevo como "Polichinelli", en diferentes documentos de la época. En aquel periodo, Punch "era todavía una marioneta con la varilla ajustada a la cabeza". Es probable, sin embargo, que el personaje ya fuera habitual en los escenarios ingleses a raíz de la clausura de teatros de actores entre 1642 y 1660, como parece confirmar un cartel anterior a este último año, en el que se anuncia la función del titiritero John Harris en la Feria de Bartolomé.
El titiritero estadounidense Bil Baird cuenta que la primera 'esposa' del abreviado Punch se llamaba Joan (hacia 1688), que con el tiempo se convertiría en la famosa Judy. Ambos son mencionados en los espectáculos que en el siglo XVIII ofrecía, en Londres, el titiritero Martin Powell, un individuo físicamente parecido al personaje de Punch, es decir, pequeño y jorobado.
A finales del siglo XIX, Punch se convirtió en títere de guante, perdió una de sus dos jorobas (la del pecho), adelgazó, le creció la nariz y la barbilla y se impuso la costumbre de presentarle con un enorme bicornio de almirante.
Entre los más famosos y populares intérpretes del personaje de Punch y su «troupe», destacaron el estadounidense George Prentice y el inglés Percy Press (con una larga tradición vital como punch-men que continuó a partir de 1980, año de su muerte, su hijo Percy Press Jr.
En mayo de 1962, con motivo del supuesto 300 aniversario del nacimiento de Punch, se reunieron en Inglaterra cuarenta conocidos punch-men británicos. Para la ocasión se construyó un enorme retablo, en el que en un emotivo momento aparecieron los 40 titiriteros a la vez.

## Puesta en escena, argumento y personajes

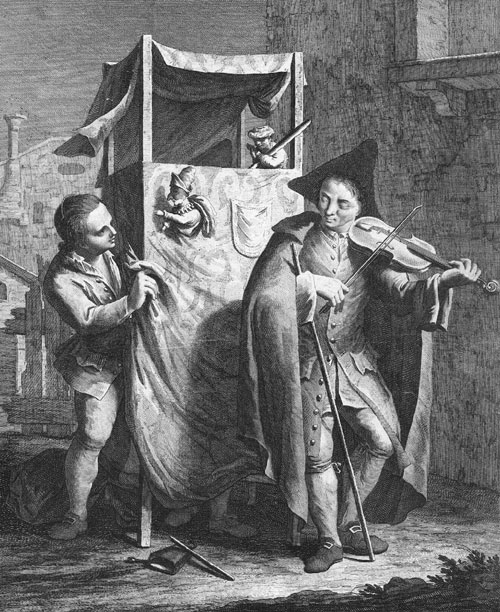
I Burattini. Grabado de Giovanni Volpato (c. 1770) de un óleo de Francesco Maggiotto (1738-1805). Museo Gadagne, de Lyon.

La puesta en escena tradicional, sencilla y elemental, sólo requiere dos titiriteros: el artista que escondido en el teatrillo da vida a los muñecos con sus manos y algún otro recurso o accesorio, y el pregonero o narrador; este último, denominado «the bottler» era el que, en su origen, convocaba al público al son de la trompetilla y el tambor, cobraba las entradas e iba explicando el atropellado y medio incomprensible discurso de Punch (deformado por la lengüeta). 
El argumento, en las farsas que protagoniza Punch, suele representar las aventuras y desventuras de un personaje simple, pobre y atrevido que, sin atender a códigos de honor, lucha contra poderosos y explotadores, convirtiéndose así en héroe de un público popular en general e infantil en particular. Entre sus grandes hazañas –que solo a un títere se le permitirían como tales– están ahorcar a un policía, montar en cocodrilo o aporrear a todo el mundo (y en especial a su esposa). Violento a la par que simpático y elemental, artífice de los asesinatos más grotescos y esperpénticos que se puedan imaginar, su representación ha sido prohibida en varias etapas de la historia inglesa.
Además de Punch y Judy, son habituales en las representaciones de estos títeres otros personajes como el "Bebé" (hijo del matrimonio), el perro Toby y el mencionado Cocodrilo. También son frecuentes personajes de tradición francesa como El Doctor, el Alguacil (Le Gendarme), el Sirviente negro, el Verdugo, el Diablo y Mister Jones (equivalente de Cassandre).